# Type 4 Ho-Ro
Il Type 4 Ho-Ro è stato un semovente d'artiglieria progettato sullo scafo del carro armato medio Type 97 Chi-Ha dall'Impero giapponese. Le priorità di produzione bellica, le non elevate capacità industriali del paese e le difficoltà indotte dal blocco sottomarino statunitense, però, significarono una modesta produzione di una trentina di esemplari durante l'ultimo periodo della seconda guerra mondiale: erano mezzi abbastanza improvvisati che, per montare un vecchio obice Type 38 da 150 mm, avevano rinunciato alla mitragliatrice in casamatta nello scafo. I semoventi cominciarono a essere consegnati nella seconda metà del 1944 e alcuni combatterono nelle Filippine e, poi, durante la feroce battaglia di Okinawa, dando prova di essere macchine nel complesso di modesto valore.

## Storia

### Sviluppo
Lo scoppio della guerra nel Pacifico colse il Giappone con forze meccanizzate e corazzate decisamente non all'altezza degli standard degli altri belligeranti: i veicoli in dotazione alle truppe erano obsoleti e lo sviluppo di molti tipi di arma o sistema d'arma era stato trascurato. Questa negligenza era dovuta sia alla relativa facilità con cui l'Esercito imperiale aveva fino ad allora sconfitto i propri avversari (eccettuata l'Armata Rossa nella battaglia di Khalkhin Gol) con l'impiego più o meno esclusivo dei carri armati leggeri, sia per l'inadeguata capacità delle industrie nipponiche. Nel corso del conflitto emerse una problematica già riscontrata dai vertici militari con l'espandersi della seconda guerra sino-giapponese, vale a dire la deficienza dell'appoggio dell'artiglieria, poco mobile: venuti a conoscenza dei successi ottenuti dalla Germania nazista in Europa con l'installazione di obici (quali il sIG 33 da 150 mm) su scafi di svariati modelli di carri superati, nacque la proposta di costruire un mezzo simile. Per l'armamento furono nuovamente messi in servizio i vecchi obici campali Type 38 da 150 mm, ispirati al pari calibro Krupp e introdotti nel 1905. All'epoca erano stati considerati buoni pezzi d'artiglieria, ma il tipo di otturatore non permetteva un rateo di fuoco sufficientemente elevato, che unitamente all'usura era stata la causa del loro ritiro nel 1942. Scelta l'arma i progettisti ne trovarono l'ideale base semovente nel carro armato medio Type 97 Chi-Ha, mezzo risalente al 1937 ma ancora largamente utilizzato: la soluzione fu giudicata ottima e ci si aspettavano grandi risultati. Il prototipo fu accettato e la Mitsubishi firmò un primo contratto per la produzione del semovente.

### Produzione
La produzione iniziò soltanto nel 1944 e la limitatezza produttiva dell'industria nipponica non permise una massiccia fabbricazione del veicolo, una deficienza aggravata sia dal blocco sottomarino statunitense, che provocò una crisi nel rifornimento di materie prime, sia dalle priorità assegnate alla fabbricazione di velivoli e alla riparazione delle navi da guerra. Due fonti concordano nel dire che furono completati circa venticinque esemplari da parte della Hitachi mentre una terza fonte parla con certezza di venticinque esemplari, costruiti però dalla Mitsubishi.

### Impiego operativo
Entrati in servizio alla fine del 1944, i Type 4 Ho-Ro furono organizzati in batterie di quattro veicoli ognuna. Furono utilizzati per la prima volta nei ranghi della 14ª Armata stanziata nelle Filippine, che nell'ultimo anno di guerra stava combattendo le truppe statunitensi sbarcate in più punti dell'arcipelago: alle dipendenze dell'armata vi era la 2ª Divisione carri, un complesso di circa 200 mezzi corazzati, tra i quali due Type 4 della compagnia semoventi d'artiglieria indipendente agli ordini del capitano Sumi, gli unici sopravvissuti al trasporto via mare. Questo reparto dette battaglia attorno all'aeroporto di Clark Field con l'appoggio di una compagnia di otto Type 97 Shinhoto e del 2º Reggimento fanteria motorizzata. I combattimenti furono particolarmente violenti, tuttavia gli statunitensi riuscirono a piegare la resistenza delle truppe nipponiche che si ritirarono verso le montagne a ovest della pista aerea, lasciandosi dietro i blindati che erano stati completamente distrutti.
Il Type 4 venne adoperato dai giapponesi come un veicolo da supporto ravvicinato (invece di mantenerlo dietro la prima linea) per controbattere la superiorità bellica degli Alleati e si confrontò anche con gli M4 Sherman quale improvvisata arma anticarro: un compito reso ancor più difficile dalla cadenza di tiro particolarmente bassa dell'obice, dalla necessità di ruotare tutto il veicolo per puntare un bersaglio in movimento e dalla scarsa corazzatura. Altri fattori che rendevano inefficace il Type 4 in scontri ravvicinati erano la mancanza di una qualsiasi arma per la difesa a breve distanza e la postazione scoperta dell'obice. Successivamente altre unità parteciparono alla difesa di Okinawa (aprile-giugno 1945) e qualche altro semovente fu schierato su altre isole delle Ryūkyū. Ancora una volta i Type 4, a Okinawa, ricoprirono ruoli che mal si adattavano a un semovente d'artiglieria e vennero per lo più distrutti. Soltanto un paio di mezzi danneggiati furono catturati dagli statunitensi.

## Caratteristiche
Il Type 4 Ho-Ro era ottenuto con la rimozione della torretta originale del Type 97 Chi-Ha, la copertura dell'anello di rotolamento e l'aggiunta di una casamatta squadrata (di semplice fattura e costruita mediante saldatura) alla porzione anteriore dello scafo, portando l'altezza totale a 2,36 metri. La struttura era aperta posteriormente e sul cielo, ma sullo spessore della corazzatura le fonti si trovano in disaccordo: una indica che il frontale arrivava a 25 mm (65° rispetto alla verticale) e i fianchi verticali a 20 mm; una seconda fonte concorda con il primo valore ma riporta una corazzatura laterale da 16 mm; altre informazioni danno una corazzatura anteriore da 16 mm e laterale da 12,7 mm. Nella casamatta era stato installato l'obice Type 38 da 150 mm lungo appena 12 calibri (L/12): l'alzo era stata limitato all'arco che andava da -5° a +30°, il brandeggio] a veicolo fermo era stato del pari ridotto a 8°; una fonte afferma che l'alzo massimo fosse di +20° e il brandeggio di 6°. La gittata massima era quindi inferiore a quella riscontrata su affusto ruotato e arrivava a circa 5 980 metri. L'obice sparava granate ad alto esplosivo da 36,32 chili (trasportate in numero di diciotto) a un rateo di fuoco decisamente basso causato dal tipo di otturatore, obsoleto per la metà degli anni quaranta. L'impostazione del mezzo garantiva scarsa protezione ai serventi durante il combattimento e non prevedeva un'apertura in basso a sinistra per la mitragliatrice Type 97 installata nello scafo, poiché il Type 4 era stato progettato per sostenere le truppe appiedate da ben dietro il fronte. La postazione del pilota sulla destra obbligò invece a ricavare uno sportello rettangolare e ribaltabile nello scudo, per permettergli la visione dell'esterno.

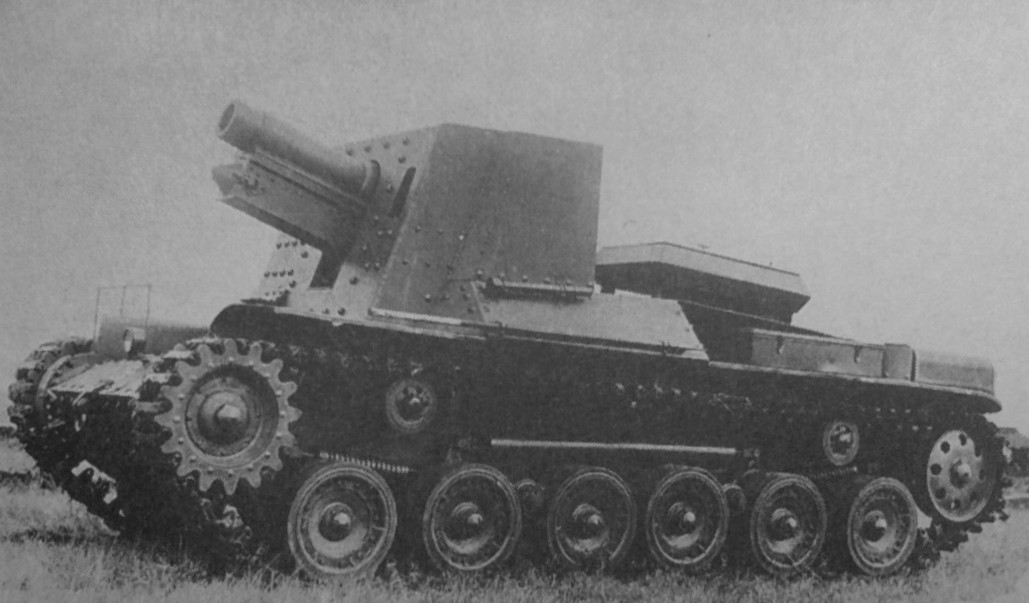
Visione laterale di un Type 4 Ho-Ro che permette di apprezzarne la configurazione della meccanica

La corazzatura, composta da piastre unite con un misto di rivettatura e saldatura, non fu incrementata: per lo scafo era spessa 20 mm sul frontale (60° rispetto alla verticale), 9 mm sui fianchi verticali e di nuovo 20 mm sul retro stondato; la sovrastruttura presentava protezioni da 25 mm sul lato anteriore (79°) e da 26 mm sui fianchi (75°). Sul cielo le corazzature orizzontali erano da 13 mm e sul fondo dello scafo da 8 mm. La lastra di congiunzione tra muso e sovrastruttura, a copertura degli organi di trasmissione, misurava 16 mm ed era quasi orizzontale (8°).
Il treno di rotolamento rimase il medesimo del carro con sei doppie ruote portanti per lato: quelle centrali erano accoppiate con due carrelli, ognuno vincolato a un braccio oscillante longitudinale che condividevano una grossa molla elicoidale, parallela al terreno e protetta da una incamiciatura tubolare in acciaio. La prima e l'ultima ruote erano dotate ciascuna di un braccio oscillante, entrambi equipaggiati con una molla elicoidale; le due molle erano inclinate e poggiavano sui due bracci centrali, formando un sistema di sospensioni che convertiva i movimenti dovuti alla marcia in moti orizzontali, poi assorbiti dalle molle. Completavano il treno una ruota motrice anteriore a doppia corona dentata, una ruota di rinvio posteriore e tre rulli superiori, dei quali due doppi e quello centrale singolo: furono mantenuti i cingoli del tipo "dry pin", economici e leggeri, composti da 97 maglie e larghi 330 mm; erano forniti di guide a forma di dente perché rimanessero in asse. La superficie a contatto con il suolo misurava 3,66 metri e la pressione al suolo arrivava a 0,56 kg/cm² oppure a 0,61 kg/cm².
Il motore situato nel retro era un Mitsubishi Type 97 a 12 cilindri a V, erogante 170 hp a 2.000 giri al minuto e dotato di sistema di raffreddamento ad aria. L'apparato era diesel con un rapporto di compressione di 17,8:1 ed era servito da due serbatoi contenenti un totale di 208 litri 235 litri di gasolio. L'accensione era demandata a un motorino di avviamento collegato al sistema elettrico del mezzo, che sviluppava 24 volt alla partenza e 12 volt a regime di marcia; la trasmissione anteriore era dotata di un gruppo di rinvio a pignone scorrevole, il cambio contava quattro marce avanti e una retromarcia. Il Type 4 era capace di raggiungere i 38 km/h su strada con un consumo medio di 1,12 litri a chilometro; su terreni accidentati la velocità massima scendeva a 14 km/h e il consumo medio saliva a 2,61 litri. Alla velocità di crociera di 15 km/h si registrava un consumo orario di 14,8 litri. L'autonomia risultava essere di 210 chilometri su strada asfaltata e di 90 chilometri su terra.
Per il numero di componenti l'equipaggio le fonti rimangono sul vago, quasi tutte asserendo che fosse di quattro o cinque uomini, dei quali solo il pilota si trovava nello scafo: egli guidava mediante due leve direzionali da usare assieme alla frizione e al freno, per bloccare uno dei due cingoli e far sterzare il veicolo a sinistra o a destra. Il resto dell'equipaggio (comandante, due o tre serventi) doveva rimanere all'aperto dietro la casamatta per utilizzare l'obice. Solo una fonte afferma la presenza stabile di cinque elementi e riporta, unica, la presenza di una radio Type 96 versione IV modello E.
Il Type 4 Ho-Ro era in grado di affrontare pendenze di 30° rispetto l'orizzontale, guadi profondi fino a 1 metro, ostacoli verticali alti 0,80 metri e superare trincee o fossati larghi non oltre i 2,50 metri; la luce libera (distanza tra fondo dello scafo e terreno) misurava 36 centimetri. Il peso complessivo è diversamente riportato a seconda della fonte considerata: due indicano 16,3 tonnellate, una seconda 15 tonnellate, una terza suppone infine 13,6 tonnellate.